# Pau Roselló
Pour les articles homonymes, voir Rosello (homonymie).
Pau Roselló, né le 25 février 1990 à Amposta (Catalogne), est un escrimeur espagnol, pratiquant l'épée.
Il remporte la médaille d'argent par équipes lors des championnats d'Europe d'escrime 2014.